# Cladonia nashii
Cladonia nashii är en lavart som beskrevs av Ahti. Cladonia nashii ingår i släktet Cladonia och familjen Cladoniaceae.   Inga underarter finns listade i Catalogue of Life.